# Bernd Thinius
Bernd Thinius est un astronome amateur allemand.
Le Centre des planètes mineures le crédite de la découverte de deux astéroïdes en 2008 et 2009.
| (264131) Bornim  | 19 octobre 2009 |
| (278513) Schwope | 14 février 2008 |